# Cc:Mail
 cc:Mail  és una xarxa d'àrea locat obsoleta, basada originalment en el sistema MS-DOS desenvolupat a Microsoft per Hubert Lipinski els anys 1980. En el moment culminant de la seva popularitat cc:Mail tenia aproximadament 21 milions d'usuaris.

## Emmagatzemament de missatges
L'emmagatzemament de missatges de cc:Mail es basava en un conjunt relacionat d'arxius incloent-hi un arxiu d'emmagatzemament del missatge, un directori, un arxiu índex i arxius d'usuari. En aquesta estructura, múltiples usuaris podien tenir una referència en els seus arxius individuals al mateix missatge, i així el producte oferia un magatzem de missatges únic.

## Tecnologia de client
El sistema de cc:Mail va proporcionar correu electrònic nadiu a clients per a MS-DOS, Microsoft Windows, OS/2, McIntosh, i Unix (el MIT X Window System sota HP-UX i Solaris). cc:Mail permetia l'accés de client mitjançant clients natius, buscadors, POP3 i IMAP4. cc:Mail va proporcionar el primer producte de correu electrònic comercial basat en els webs el 1995.

## Final
La seva tecnologia va quedar obsoleta per nous sistemes de correu electrònic de client/servidor com Lotus Notes i Microsoft Exchange. La versió final de cc:Mail, cc:Mail 8.5 sortia el 2000.
- 31 d'octubre de 2000: cc:Mail retirat del mercat.
- 31 de gener de 2001: Aturat tot el desenvolupament de cc:Mail.
- 31 d'octubre de 2001: Aturat el suport telefònic de cc:Mail.

Malgrat que s'hagi discontinuat, un nombre petit de clients continuen utilitzant cc:Mail i al producte es continua comercialment donant suport per la Global System Services Corporation.